# 香港外籍家庭傭工

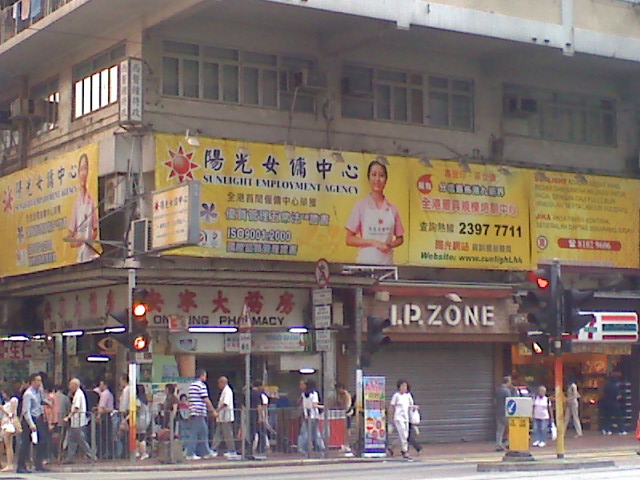
一幅张贴於香港北角英皇道的外籍家庭傭工介紹社廣告板

香港外籍家庭傭工（簡稱香港外傭）是指在香港工作的外籍家庭傭工，佔香港人口達3%，其中絕大部份是女性。2005年，香港共有223,394名外籍家庭傭工，其中53%來自菲律賓，43%來自印尼，2.05%來自泰國。截至2019年，香港共有 399,320 名外籍家庭傭工，其中55%來自菲律賓，43%來自印尼，其他地區佔2%(主要來自孟加拉和尼泊爾)。由於香港法例規定外傭必須與僱主同住，他們居住在僱主的家裡，負責為僱主處理各種家務，例如煮食、清潔及照顧老人小孩等，自2022年10月1日起，法定的外傭最低工資為$4,730元。僱主需同時提供免費膳食，或每月不少於$1,196元的膳食津貼。

## 常用名词

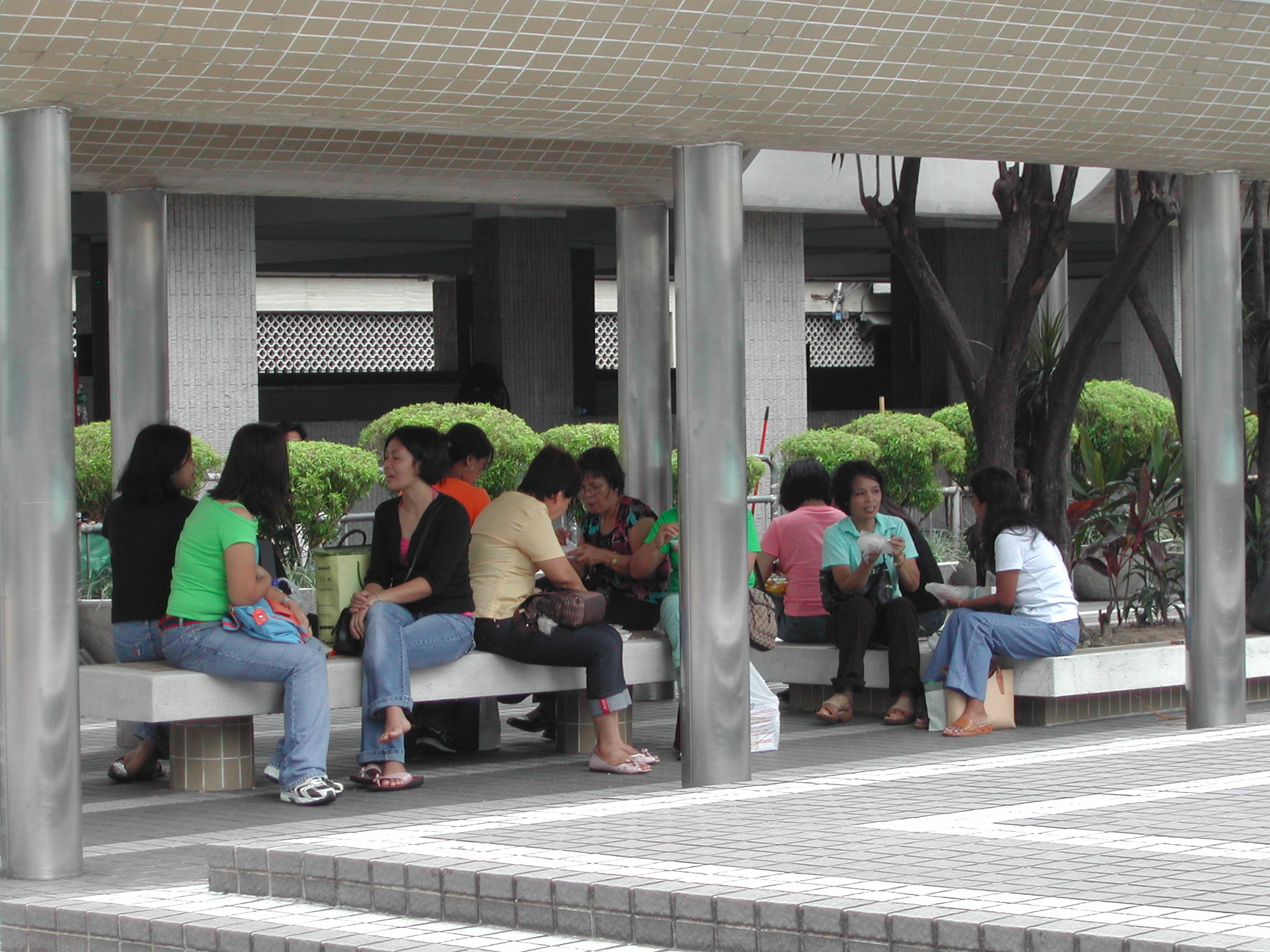
在假日，一群菲律賓籍傭工聚集於中環皇后像廣場內

在日常香港式粤語中，「菲傭」一詞泛指所有外籍家庭傭工。虽然該術語按字面上意思只指菲律賓籍家庭傭工，但由於大部份外籍家庭傭工都是來自菲律賓，故泛指所有外籍家庭傭工。除了中立语言菲傭外，「賓妹」這个香港俚语也指菲律賓籍家庭傭工。 這两個用語均提及到菲律賓人是因为在開放外籍家庭傭工来港工作的初期，外籍家庭傭工多是菲律賓籍的。「外傭」這詞語則泛指所有國籍的外籍家庭傭工。不過，比起菲傭這個稱呼，更多香港人比較傾向將其稱之為「姐姐」。
在政府中文官方文件中，外籍家庭傭工被称为「家庭傭工」，而非「外籍家庭傭工」或「外地區聘用家庭傭工」 。至于在英语官方文件中，政府会用「Foreign domestic helper」（即是外国籍家务助理）来形容他们，而不是「Foreign domestic worker」（即是外国籍家庭傭工）。

## 历史

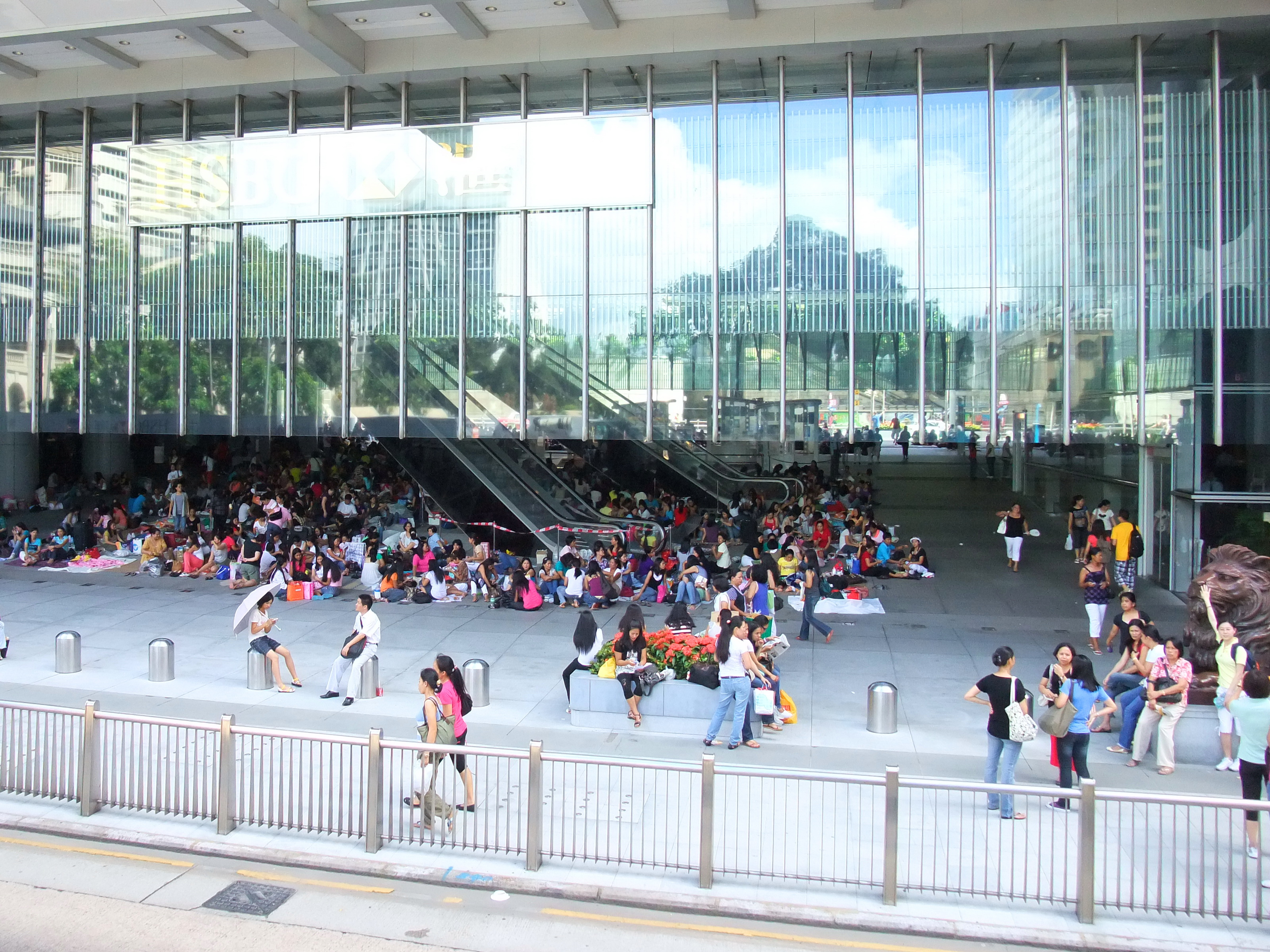
外籍家庭傭工在假日聚集於中環滙豐總行大廈的地下大堂

由于在1970年代菲律宾的经济面临着困境，当时的菲律宾总统费迪南德·马科斯便着手修改劳工法，开始以在海外工作的菲律宾人的形式向外输出菲律宾劳工。而菲律宾政府则大力鼓励国民到海外工作，以求降低菲律宾的失业率及利用海外菲律宾劳工的汇款来改善国家的经济状况。 而在接下来的数年，菲律宾经济也因为海外菲律宾劳工的汇款而得到大幅度的增长。有见及此，菲律宾政府在1978年把海外劳工中介公司民营化，使海外劳工的汇款成为菲律宾经济发展的基石。
當1970年代末到1980年代初香港經濟起飛時，聘用外籍家庭傭工開始成為一種新潮流。而當中國內地於1978年實施改革开放政策，增加對外貿易后， 港商成了中國內地最大的投資者群。 在中國內地投資成本較低的優勢之下，廠家紛紛把廠房搬到內地進行生產，而留在香港的，就只有設計、貿易、金融等行業，并成为香港的主要行业，這稱為前店後廠。在香港非工业劳动人口大幅增加而导致人力资源短缺的情况下，不少原为家庭主妇的女性也投身于劳动市场。在这种趋势之下，不少家庭均聘用外籍家庭傭工代替家长们照顾小孩和做家务，导致对外籍家庭傭工的需求大增，外籍家庭傭工来港的人数在1980到1990年代不断上升。
到了1990年代，印度尼西亚和泰国政府也效仿菲律宾修改劳动法，使外籍家庭傭工的国籍渐趋多元化。
2010年8月發生香港旅行團在馬尼拉被挾持事件，導致多名香港人死傷。由於菲律賓當局在事件中表現無能，在香港觸發反菲情緒， 有僱傭公司表示不排除事件打擊香港家庭聘用菲律賓傭工的意欲。
2011年，香港發生外傭居港權爭議，香港的公民党被指協助外籍家庭佣工爭取香港永久居留权，但香港社会就有人担心，容许外籍家庭佣工在香港定居，会使香港社会负担不来。

## 聘用规例
香港政府设立了一些规管僱主的家庭条件和外籍家庭傭工的居住环境等各方面的条例，以保障外籍家庭傭工的利益。劳资双方将被要求签订一个两年的法定合约：
而僱主必须拥有这些条件及遵从这些条例：
- 月入超过15,000元；
- 在两年合约内为每名外傭每月缴付400元僱員再培訓徵款（2008年7月16日，政府宣布将会暂停征收僱员再培训征款，为期两年，其后宣布增至五年，并最終于五年届滿時的2013年宣佈不再向外傭僱主徵收）；[15]
- 为外傭提供免费医疗服务；
- 支付给外籍家庭傭工的工资不能少于法定的最低標準。該標準每年由香港政府調整，于合約訂立時按當時的政府標準寫明。已經生效的合約，不受以後的調整影響。2015年10月1日起最新標準爲每月4,210元。2016年10月1日起調整至4,310元[16]。2019年9月28日起調整至4,630元[17]。

外傭拥有的权利和需要履行的义务则有
- 只能在合约范围内为僱主提供服务；
- 不能同时被两名僱主聘用[15]；
- 在僱主家里居住及工作，并享有合理的私人空间及私隐[15]；
- 每个星期享有不少于连续24小时的休息时间[15]。

### 最低工资
自從1973年開始，外籍家庭傭工的工资有一个由僱傭条例所规定的最低限制。根據2008年規定，若僱主所发放给外籍家庭傭工的工资低于法定的每月3,580元，僱主将可能被最高罚款350,000元及入狱3年。
外籍家庭傭工的最低工资会每年调整一次，并从即将签的合约起生效（也就是已经签订的合约最低工资将维持在原有水平）。而在1999年，最低工资曾被下调5个百分比（190元）。 同样在2003年4月，由于香港爆发严重急性呼吸综合征导致经济持续出现下滑，政府把最低工资由3,670元调低到3,270元，为历来最大规模的一次。 外傭最低工资在2007年6月6日起被调调高了80元，达到3,480元； 并在2008年7月9日起被调高了100元，达3,580元。 以上均是几次幅度较大和重要的调整。
2009年，香港政府研究推行全民法定最低工資，最後決定其保障範圍不適用於外籍家庭傭工（當局稱為「留宿家庭傭工」），而外籍家庭傭工的最低工資則繼續沿用現時機制釐定。
| 生效日期      | 規定最低工資（每月） | 資料來源 |
| ------------- | -------------------- | -------- |
| 2013年10月1日 | 4,010元              |          |
| 2014年10月1日 | 4,110元              | [ 22 ]   |
| 2015年10月1日 | 4,210元              |          |
| 2016年10月1日 | 4,310元              | [ 23 ]   |
| 2017年9月30日 | 4,410元              | [ 24 ]   |
| 2018年9月29日 | 4,520元              | [ 25 ]   |
| 2019年9月28日 | 4,630元              | [ 26 ]   |
| 2022年10月1日 | 4,730元              | [ 27 ]   |
| 2023年9月30日 | 4,870元              | [ 28 ]   |
| 2024年10月1日 | 4,990元              |          |

### 僱員再培訓徵款
自2003年10月起，香港政府开始向外籍家庭傭工的僱主征收每月400元的僱員再培訓徵款（俗稱外傭稅）。这个税项是由自由黨於2002年提出的，以减少财政赤字， 并由当时任职政務司司長的曾蔭權公布人口报告时公诸于世。 曾蔭權表示，外傭稅可以引導外判家務服務需求者，多考慮本地家務助理服務。
政府表明此徵款將會用於培訓本地工人，以助他們早日投身勞動市場， 同時將消除他們與外地勞工在各方面的差距（例如薪金）。英文虎報却声称徵收此徵款的目的是希望减少香港人聘用外籍家庭傭工。为此，菲律宾参议院表示强烈反对，说这是对外籍家庭傭工的不公平对待，并暗示会向國際勞工組織投诉。菲律宾参议院议长富兰克林·德里隆说这个徵款与香港的自由市场经济背道而驰，并会损害他在投资及贸易等方面的良好声誉。
早年，虽然政府表示同时降低法定外籍家庭傭工最低工资400元和徵收徵款400元没有任何关系，不过却被不少僱主批评这等于没有降低法定外籍家庭傭工最低工资。 而政府的代表律师则表示这两项调整只是不幸的巧合。 并坚称此徵款將會用於培訓本地工人，同时每年为政府的库房增加1.5億元的收入。
不少外籍家庭傭工都群起抗议此徵款，并担心政府会把财政负担转移到他们身上。 香港政府则辩称這些调整是为了应付那陷入困境的香港经济，并说香港外籍家庭傭工的最低工资已经远比其他亚洲国家高。田北俊表示新加坡和马来西亚的外籍家庭傭工最低工资分别只有折合约1,400和1,130元，相比香港，相距甚远。
在2004年，有人聲稱政府向外傭僱主徵收此不合法徵款是對外傭的差別對待，并向法院提出司法覆核。在2005年1月，高等法院法官夏正民裁定此司法覆核敗訴時表示，自從這徵款在法定程序之下進行，這徵款就不再是一個稅項，而是對聘用外籍家庭傭工在香港工作的僱主的一種義務收費
。在2007年，原本提出此徵款的自由党却把「促请政府取消征收僱員再培訓徵款」列入他们區議會选举的政纲，原因是他们觉得政府并没有把征收僱員再培訓徵款所得的3.26亿元用在原有的用途上（即培训本地家务助理）。
在2008年8月，南华早报政治版的专栏作家楊健興指出在这几年保持征收此徵款，是一个缺乏道德的行为，并削弱了人们的财政能力。「外傭僱主们（特别是中产阶级人士）会觉得这是一个不公义的徵款。」匯賢智庫主席葉劉淑儀也指出，这个徵款已经失去了它的存在理由。
於2013年的施政報告中，此項徵款改為只向補充勞工計劃僱主徵收，取消向外籍家庭傭工僱主徵款。

## 暫停徵收僱員再培訓徵款风波
在2008年，由于2007年－2009年環球金融危機的关系，香港经济有走下坡的迹象。为此，香港政府推出涉及40至50亿元、称之为「特别时间的特别措施」的财务宽免措施（俗称为「派糖」），而暫停徵收僱員再培訓徵款是其中一个措施，主要惠及的对象是中產階級。 
政府表示此宽免措施会开始生效於2008年9月1日起签订的两年合约，而已签订合约的僱主的则不会受惠於宽免措施。但入境处声称，已于半年前预缴的徵款将不会获得归还。此声明造成了外傭们的疑惑和混乱。南华早报政治版的专栏作家楊健興在社论中写道：这个宽免措施是一个「被巧妙的装饰成宽免措施的开始，其实是企图一举提高政府的民望的手段」（""），让曾蔭權在10月发表的施政報告时好向人们交代政府有「派糖」，以挽回政府近数月来偏低的民望。
外傭组织的代表则表示当政府宣布要征收此征款的时候，给外傭们的指引不清晰，也没有说明征收时限。而僱主们推遲签订合同或延迟外傭合约生效日期，导致部分外傭陷入无业状态。外傭們抗議此征款的详情不清晰，同時也要求增加他们的最低工資到4,000元。 而由于已签订合约的僱主的则不会受惠於宽免措施，引發大量的僱主終止其与傭工的合同，然后再于宽免措施生效后重新聘用他们。在7月20日，勞工及福利局局长張建宗宣布宽免措施的生效日期将提前1个月，入境处也宣布暂时放宽外傭被解僱后14天的重新找工作限期。
行政會議於7月30日宣布，受惠於是次寬免措施的範圍是從2008年8月1日到2010年7月31日期間簽訂的合約。而政府在被廣泛批評後表示，若經入境事務處處長的特別批准，在寬免措施的生效日期前遭解僱的女傭將不須離開香港，同時僱主也將受惠於為期兩年的新合同的寬免措施。政府也承认，有些僱主可能会受益于寬免措施长达4年（即例如在寬免措施生效的最后一天才签订新的合同）。 政府公开这种钻法律漏洞的方法有可能使政府的库房受益预算失准，故政府又再次被各报社的编辑在社论里痛骂。南华早报其中的一篇社论中说：“这个征款从一开始就是一个闹剧（Farcical）”。 史提芬·瓦因斯（Stephen Vines）更写道：“此次暂停征收外傭税风波……为香港政府一向的无能和傲慢自大提供了最佳的例子”，而前香港电台名嘴鄭經翰则称此次风波「暴露了咱们政府官僚主义的最坏一面」。其中一位记者更批评说高官们都是生活在脱离现实生活的象牙塔，又称若果政府肯归还半年前预缴的徵款，事情就不会闹得那么大。香港人權監察一直以来都在争取取消此笔征款，因为它是对外傭的歧视；并认为未经深思熟虑的徵款决定，对入境处及雇主带来了诸多困惑与不便。

### 风波的结果

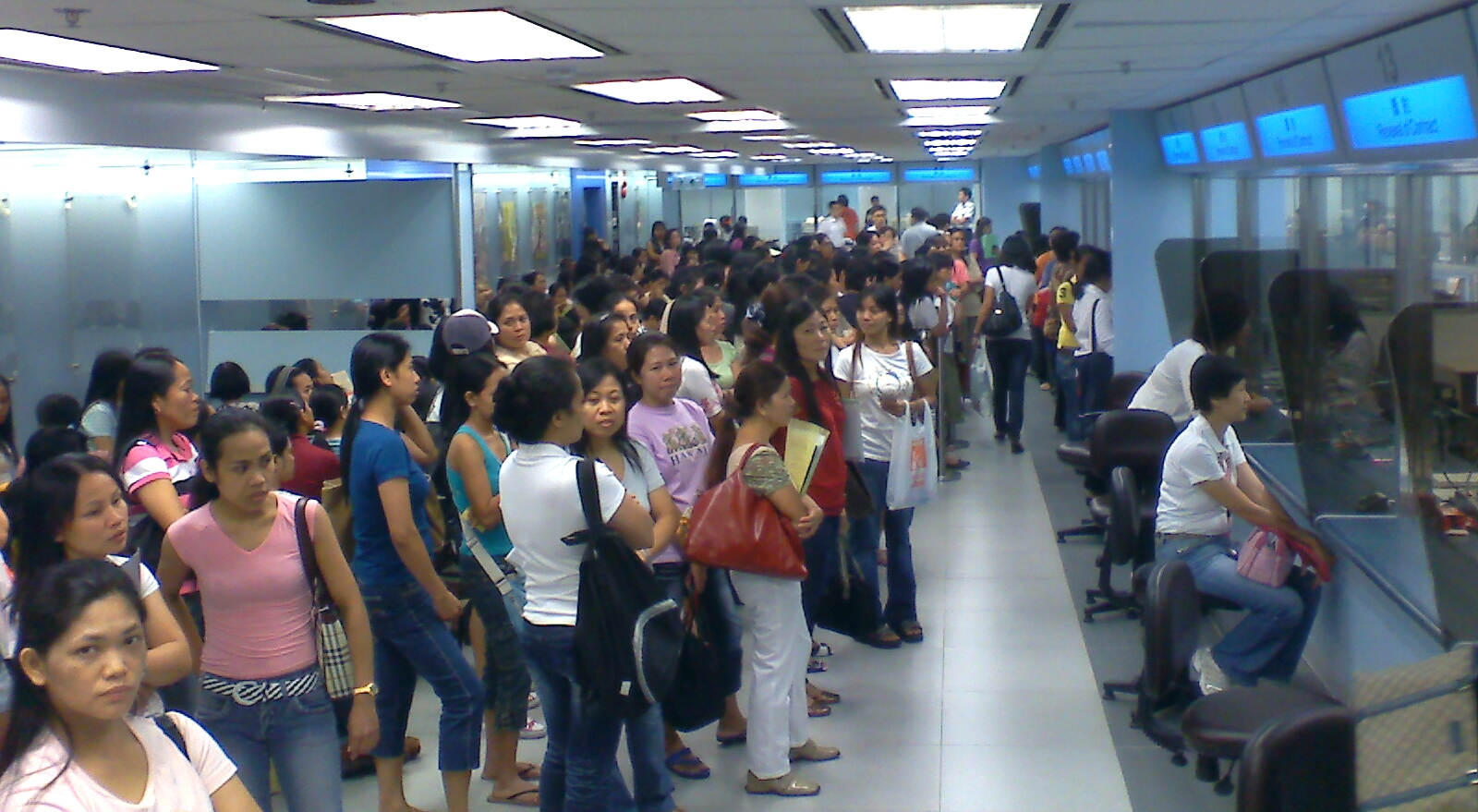
外籍家庭傭工在湾仔入境事務大樓的入境事務處轮候處理延长合约的僱員再培訓费（俗称外傭稅）的徵费事宜

在2008年8月1日早上，入境处向外傭和外傭中介人们批出了2180个容许外傭在港工作的许可，并收集了外傭们的签证和来港工作申请表，然后开始着手处理那些已递交的申请表。为了应付人潮，入境处的办事处在该天比原定时间提早了一个小时开始办公，员工们也需要加班工作，以确保2180个申请在该天能够全数被处理。 同样的，菲律宾驻港总领事馆也为了应付大量的工作而聘请临时工。 有中文报章出版了文章计算每户有聘请外傭的家庭最高能够受惠于宽免措施的程度。在8月3日，有人上街抗议宽免措施的不公平和增加入境处的行政负担。其中一名示威者表示，宽免措施只会教僱主如何去利用法律漏洞。
在入境处位于油麻地的西九龙办事处，单单是在8月份，职员们便要处理比平时多了5000个的7400个重签合约工作。尽管在入境处的五个分支办事处均设有网上预订柜位服务，但由于入境处限制了每天的申请名额，所以造成了人们日以继夜的轮候。而有人则趁机非法的出售位于油麻地办事处的轮候位置图利，有些轮候位置甚至已经被炒卖到了120元之高。

#### 立法會就此事而进行的辩论
经行政會議的成员一致要求后，政府在立法會动议终止征收此征款的修正案。面对社会各界均要求暂停征收征款的诉求，政府的立场却一直非常坚硬。张建宗表示，若果现在停止征收征款，那么现在征收征款剩下的5亿元只足够支撑僱员再培训局4到5年的需求。
叶刘淑仪在立法会开展了争取废除僱员再培训征款的运动。政府则强硬表态会阻止废除僱员再培训征款，因为这违反了议员规则的31(1)条：议员不可以提出一些通过后会影响政府税收的修正案。 而叶氏则反驳说政府与在2005年高等法院驳回司法覆核所说的“此徵款不是一個稅項”的立场不一致。政府则暗示废除僱员再培训征款会违反基本法的第74条， 并扬言会请求人大释法。立法会议员和时事评论员则批评这是一个「核弹」。一个香港大学的教授更说，“政府完全用了不适合的方法去化解今次的争论，并严重干预了香港的司法自由”。
在议员的压力下，政府透过行政会议宣布，会把宽免措施延长到5年。由民建联争取宽免措施延长到5年的修正案是2008年少数数个以僱员再培训条例为对象的修正案，并会适用于2008年8月1日到2013年7月31日期间所签订的僱傭合约。

## 其它爭議
外傭和他们的支持者，包括一些外傭们的僱主，都会定期举办一些游行示威以表达他们对香港政府的不公平对待的不满。他们普遍是不满政府的不公平对待、最低工资的制定以及合约结束后两个星期的留港限制。香港人权监察表示，外傭们需要面对政府和僱主两方面的歧视。

### 入境条例
政府要求外傭必须在合约完结后两个星期内找到新僱主并签约，否则就要离开香港。香港人权监察声称这是对大部分均为东南亚人士的外籍家庭傭工的歧视，因为此限制并不适用于其他类型外国劳工。此限制已曾被联合国的消除一切形式歧视公约委员会和经济、社会及文化委员会谴责。
在入境条例之下，若一名外籍人士在港连续地一般定居了7年，将有资格申请成为永久性居民。不过，一般定居的定义并不包括以外籍家庭傭工身份定居在香港的人士。因此，纵使一位外籍家庭傭工在港连续地定居了7年，政府也能拒绝承认他们享受永久性居民各种权利的资格，包括投票的权利。
不過來香港打工的外傭早在辦理傭工簽證時已作出「無意不返回原居地」及「合約完結後離開香港」的承諾。在香港入境事務處的「從外國受聘來港家庭傭工簽證／延長逗留期限申請表格」上，傭工本人須向香港特別行政區政府承諾「本人並無任何原因不能返回原居地，而本人亦無意於完成或終止上述僱傭合約後不返回原居地」及「本人將於完成僱傭合約或終止僱傭合約後的兩星期內離開香港」。
2010年底，香港資深大律師李志喜協助3個菲律賓家庭入稟香港高等法院申請司法覆核，要求推翻《入境條例》對於在香港連續工作滿7年的外傭不能成為香港永久性居民的限制，其中首宗案件於2011年8月22日開審。香港的公民黨被一些評論指責是事件的「幕後黑手」。
2013年，香港終審法院正式裁定在香港工作的外傭不具備成為香港永久性居民的資格。

### 僱主们的苛待
对被驱逐出境风险的担忧阻止了外傭们向劳工处举报他们被僱主剥夺权利和遭受不公平对待的投诉，而被解僱后两个星期的时间亦未必足够他们重新受聘。由于轮候在勞資審裁處审讯的期间外傭们不允许去工作，而且轮候期有可能长达半年到一年（最高纪录曾长达15个月），迫使不少外傭放弃索偿。香港人权监察声称在他们曾经约见的高达2,500名被僱主虐待的外傭中，最少四分之一的外傭表示僱主曾经违约，包括不支付达到最低工资标准的工资、不允许他们在公眾假期放假。同时，也有超过四分之一的外傭表示曾遭到僱主的肢体和言语暴力对待，其中更包括对外傭身体造成永久伤害的性虐待。香港明愛表示，他们所设立的外傭社会服务求助热线曾经收到超过4000名外傭的求助，当中53人已经获得资助以留港索偿。2014年1月，一名已離職並返去印尼的印尼女傭被發現受香港僱主嚴重虐待重傷和被拖欠薪金，事件引起國際關注。香港警方於1月20日拘捕涉案女僱主。

### 菲律宾政府的政策
来自菲律宾的外傭也不止一次发起游行抗议其政府的政策。例如在1982年，外傭们就曾经发起游行抗议由费迪南德·马科斯提出的第857项行政指令（Executive Order No. 857），因为其规定外傭们必须把工资的50%到70%透过官方途径汇回菲律宾。
最近的一次是在2007年2月，菲籍外傭们发起游行去抗议菲律宾政府强制要求外傭们参加一个每位外傭需要付款10,000到15,000菲律賓披索（即215到350美元）的「能力训练及评估计划」（Competency Training and Assessment Program），但一般外傭的月薪却只不过是450到500美元。菲律宾劳工与就业部则辩称这只是为了保护海外的菲律宾劳工免受僱主的虐待。

### 最低工資條例
2011年5月生效的《最低工資條例》（香港法例第608章）第7條已列明該條例不適用於免費居於工作住所的家庭傭工。可是外傭組織「亞洲外傭協調機構」已決定提出司法覆核，爭取外傭也可享有每小時28元（2011年）的最低工資。

### 傭工賣淫問題
現時全港有33萬名外籍家傭，當中15萬人是印傭，據入境處資料，過去三年處方共拘捕613名涉嫌賣淫外籍家傭。

### 傭工借债問題
外傭借貸問題一直存在，數字更隨來港外傭工增多而上升。
菲傭在港欠債原因主要有兩種，一種因在菲國的家人有急事需現金周轉，另一種是港工作期普遍存在借债消费，导致入不敷出，部分菲傭甚至只還利息，財政持续惡化，最後选择逃债或偷竊僱主財物還債，甚至連累僱主寓所遭人滋擾追債。
即使僱主發現菲傭有債務問題，也不能作為解僱理由，因欠債只是菲傭的個人問題，就算僱主遭連累被滋擾或違法追債，只能報警求助；若僱主想解僱有債務問題的菲傭，便必須按照勞工法例規定。

### 宿舍
外傭於合約結束後，往往未有地方居住。而即時覓得新僱主，入境處審批新工作簽證需時，增加期間外傭對短期住宿的需求，尤其是中介公司經營的宿舍。不過，這些中介宿舍大部份均是無牌經營，而且環境擠迫。Elis Kurniasih因環境擠迫，於其中一中途宿舍的大廈天台露宿，結果意外地被剝落石屎擊中身亡。據當年傳媒報道，入住中介宿舍的女傭更須繳付兩周高達3,000元的生活費。 針對有關問題，李卓人曾經於2015年5月就女傭被石屎擊斃事件問勞工及福利局局長張建宗，職工盟屬下的香港亞洲家務工工會聯會曾於2020年9月發表文章，呼籲政府作出監管確保衛生，由政府提供宿舍給有需要外傭，又要求入境處加快審批工作簽証。
疫情期間，住客難以保持社交距離，衛生情況令人關注，中途宿舍往往更易令病毒傳播， 何栢良建議規管，主動檢測。

## 相關
- 外傭居港權案
- 2014年香港印尼女傭被虐事件
- 马姐

## 相關影視
- 淪落人

## 链接
- 在港菲律宾人联盟（页面存档备份，存于）
- 入境事務處——關於外籍家庭傭工的常見問題
- 入境事務處——從外國聘用家庭傭工指南
- 明報: 香港法例之下的外傭待遇
- GA 專業家傭:工人借財仔走佬 僱主預防對應 5則（页面存档备份，存于）